# Липинишки

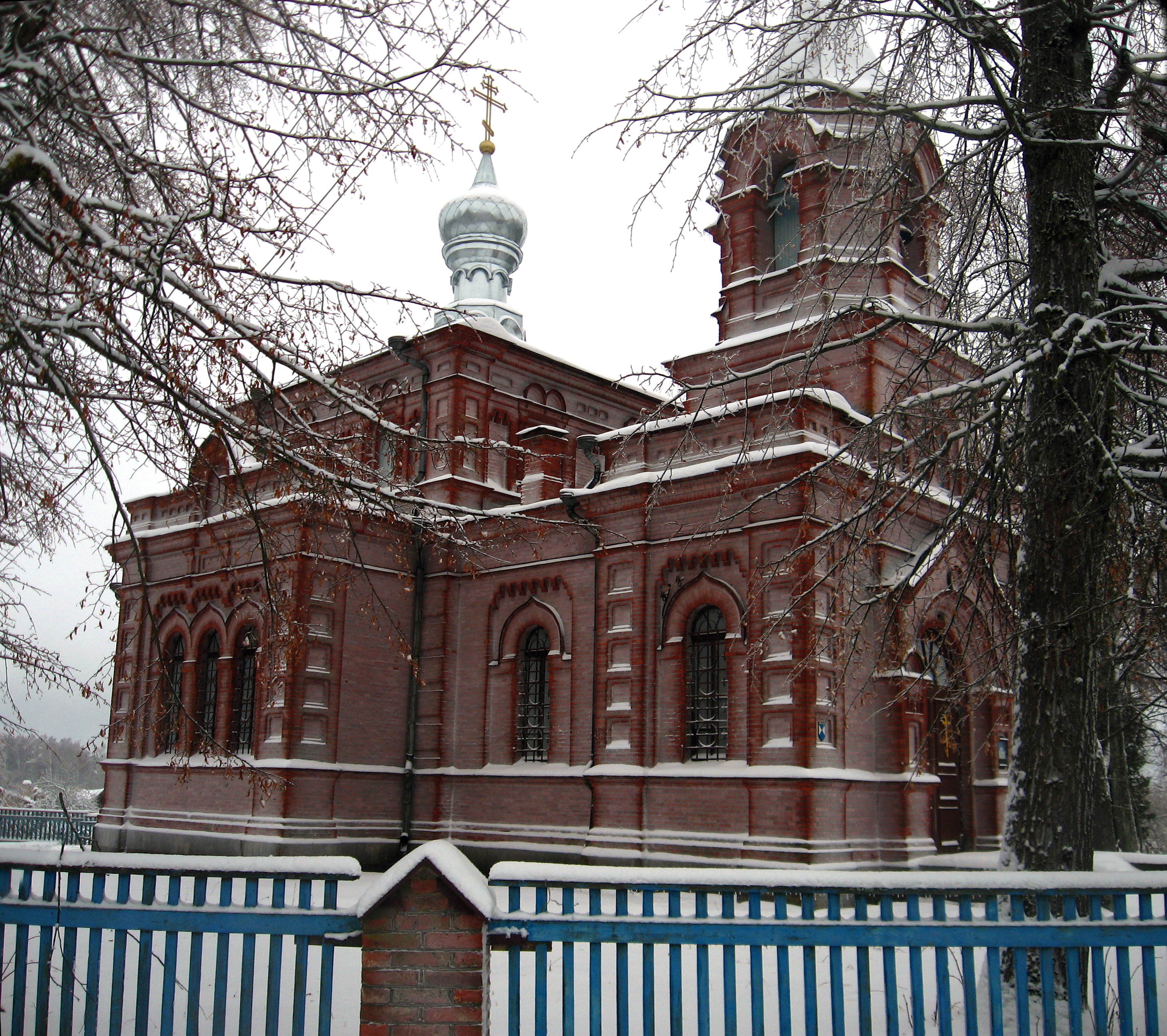
Православная церковь

Липинишки (латыш. Lipiņiški) — населённый пункт в Аугшдаугавском крае Латвии. Входит в состав Бикерниекской волости. Расстояние до города Даугавпилс составляет около 35 км. По данным на 2015 год, в населённом пункте проживал 21 человек. В селе находится православная церковь Успения Пресвятой Богородицы, построенная в 1906-1908 годах.

## История
В советское время населённый пункт входил в состав Бикерниекского сельсовета Даугавпилсского района. В селе располагался колхоз «Комсомолец».